# Kalendarz muzułmański
Kalendarz muzułmański – kalendarz księżycowy, w którym rok zawiera 12 miesięcy po 29 lub 30 dni, używany głównie do celów religijnych przez wyznawców islamu. Pierwszym rokiem kalendarza muzułmańskiego jest rok, w którym miała miejsce hidżra, odpowiadający rokowi 622 stosowanego m.in. w Polsce kalendarza gregoriańskiego.

## Kalendarz przedmuzułmański
Arabski kalendarz epoki przedmuzułmańskiej (Dżahilijja) oparty był na obiegach Księżyca wokół Ziemi, jeśli chodzi o miesiące, natomiast lata opierały się na obiegach Ziemi wokół Słońca. Rok zawierał 12 miesięcy księżycowych, liczących po 29 lub 30 dni, co odpowiadało pełnemu obiegowi Księżyca wokół Ziemi (29 dni 12 godz. 44 min. 3,8 s.). Różnica pomiędzy rokiem księżycowym a słonecznym wyrównywana była poprzez dodawanie kolejnego, 13 miesiąca, zawierającego 5 do 6 dni, zwanych ajjam an-nasi (dni uzupełniające). Pozostałe miesiące dzieliły się na tygodnie zawierające po 7 dni. Do czasów islamu nie liczono lat od jakiejś konkretnej daty, lecz brały one swoje nazwy od najważniejszych wydarzeń w nich występujących – np. rok, w którym urodził się Mahomet (570), nazwano Rokiem Słonia, ponieważ nastąpił w nim najazd wojsk etiopskich na Półwysep Arabski, a używały one słoni bojowych.

## Reforma Mahometa i nazwy miesięcy
Mahomet zreformował kalendarz odrzucając trzynasty, dodatkowy miesiąc odchodząc od kalendarza księżycowo-słonecznego, jakim był dawny kalendarz arabski, na rzecz prostego kalendarza księżycowego. Od tego czasu, miesiące przestały odpowiadać tym samym porom roku. Miesiące zachowały jednak swoje stare nazwy, związane z czasami przedmuzułmańskimi.
Kolejne miesiące:
1. muharram lub muharram al-haram (arab. محرّم), czyli „zakazany” – wywodzi swoją nazwę stąd, że przed islamem obowiązywał w tym okresie zakaz prowadzenia walk plemiennych.
2. safar (arab. صفر), czyli „żółty” – wywodzi swą nazwę od żółtaczki, na którą najczęściej zapadano właśnie w tym miesiącu, który przed reformą Mahometa przypadał w lecie.
3. rabi al-awwal (arab. ربيع الأول), czyli „wiosna pierwsza” – dawniej przypadał na jesień, a słowo „rabi” oznaczało w czasach przedmuzułmańskich zarówno wiosnę, jak i jesień.
4. rabi al-achar lub rabi as-sani / rabi' II (arab. ربيع الآخر أو ربيع الثاني), czyli „wiosna druga” – pochodzenie nazwy analogiczne do miesiąca poprzedniego.
5. dżumada al-ula lub dżumada I (arab. جمادى الأولى), czyli „krzepnięcie pierwsze” – miesiąc zimowy, swą nazwę wywodzący od zamarzania wody.
6. dżumada al-achira lub dżumada as-sani / dżumada II (arab. جمادى الآخرة أو جمادى الثانية), czyli „krzepnięcie drugie” – pochodzenie nazwy analogiczne do miesiąca poprzedniego.
7. radżab (arab. رجب), czyli „wstrzymać się” – podobnie jak muharram był miesiącem nakazanego pokoju, stąd jego nazwa.
8. szaban (arab. شعبان), czyli „rozchodzenie się” – nazwa wzięła się stąd, że miesiąc ten w czasach przedmuzułmańskich poświęcony był wojnom i napadom grabieżczym.
9. ramadan (arab. رمضان), czyli „palący” – nazwany tak od dokuczliwych upałów.
10. szawwal (arab. شوّال), czyli „powodujący powstawanie, dosiadanie wielbłądów” – nazwany tak ponieważ w tym miesiącu koczownicy opuszczali swoje czasowe obozowiska.
11. zu al-kada (arab. ذو القعدة), czyli „[miesiąc] postoju” – nazwany tak, ponieważ w tym miesiącu koczownicy zaprzestawali wędrówek.
12. zu al-hidżdża (arab. ذو الحجة), czyli „[miesiąc] pielgrzymki (hadżdżu)” – nazwany tak, ponieważ był poświęcony pielgrzymce do centrum pogańskiego kultu plemion arabskich, Kaaby.

Mahomet zachował znaczenie miesiąca pielgrzymki, ponieważ ostatecznie uznał świętość Kaaby. Miesiąc ramadan uznał zaś za miesiąc postu.

## Dni tygodnia
Arabski tydzień zaczyna się w niedzielę, która nosi nazwę al-ahad (dzień pierwszy). I tak mamy kolejno:
1. Jaum al-ahad – dzień pierwszy (niedziela).
2. Jaum al-isnajn – dzień drugi (poniedziałek)
3. Jaum as salasa – dzień trzeci (wtorek).
4. Jaum al-arbaa – dzień czwarty (środa).
5. Jaum al-chamis – dzień piąty (czwartek).
6. Jaum al-dżuma – dzień zgromadzenia (piątek), który jest świętym dniem muzułmanów, a swoją nazwę zawdzięcza temu, że w ten dzień gromadzą się oni na wspólnej modlitwie.
7. Jaum as-sabt – dzień sabatu (sobota), wywodzący swą nazwę od dawnej nazwy semickiej.

## Lata
Pierwsi kalifowie kontynuowali reformę kalendarza zapoczątkowaną przez Mahometa. Najważniejszą wprowadzoną przez nich zmianą było ustanowienie nowej ery, na wzór chrześcijan, przez kalifa Umara. Za radą Alego ibn Abi Taliba za jej początek uznano pierwszy dzień roku księżycowego, w którym odbyła się hidżra, to jest emigracja Mahometa z Mekki do Medyny, czyli 15 lub 16 lipca 622 roku (właściwy dzień hidżry to 24 września). Kolejne lata liczone są zatem od tego roku, a dla odróżnienia od ery chrześcijańskiej są one dzisiaj oznaczane jako A.H. (łac. Anno Hegirae). W roku 2008 kalendarza gregoriańskiego skończył się rok 1428 A.H. i rozpoczął się rok 1429 A.H. Ponieważ długość roku wynosi 354,36 dnia, zatem początek roku przesuwa się w stosunku do kalendarza gregoriańskiego, w cyklach po około 33 lata.
W celu przeliczenia daty kalendarza muzułmańskiego na datę kalendarza gregoriańskiego używa się następującego wzoru:
{\displaystyle R=H-{\frac {H}{33}}+621,}
gdzie R jest datą kalendarza gregoriańskiego, H datą kalendarza muzułmańskiego, zaś liczba 33 wyraża liczbę lat księżycowych, podczas których kalendarz muzułmański wyprzedza chrześcijański o jeden rok.
Chcąc przeliczyć daty kalendarza gregoriańskiego na datę kalendarza muzułmańskiego używa się następującego wzoru:
{\displaystyle H=R-621+{\frac {R-621}{32}}.}
Wzory te pozwalają przeliczyć daty z tolerancją do jednego roku, w celu uzyskania dat zsynchronizowanych z dokładnością co do dnia tygodnia potrzebne są specjalne tablice.

## Początek miesiąca
W przeciwieństwie do większości kalendarzy, długości miesięcy muzułmańskich nie są ustalone. Pierwszym dniem nowego miesiąca jest pierwszy dzień po dniu, w którym księżyc został zobaczony po raz pierwszy po nowiu. Dzień trwa od zachodu do zachodu słońca. Jeśli ze względu na warunki atmosferyczne obserwacja nie jest możliwa, dzień trzydziesty jest dniem ostatnim miesiąca. Może zdarzyć się nawet, gdy taka sytuacja nastąpi kilka razy z rzędu, że wskutek obserwacji księżyca miesiąc kończący się może mieć nawet mniej niż 28 dni. Również ze względu na różne warunki atmosferyczne, w różnych krajach, a nawet w sąsiednich miejscowościach, miesiąc może zacząć się innego dnia.
Arabia Saudyjska, używająca kalendarza muzułmańskiego również do celów oficjalnych, posługuje się wzorem matematycznym do ustalania początku miesiąca, co pozwala na generowanie kalendarzy z wyprzedzeniem. Do celów religijnych jest jednak używany kalendarz oparty na obserwacjach.